# الدهر السحيق

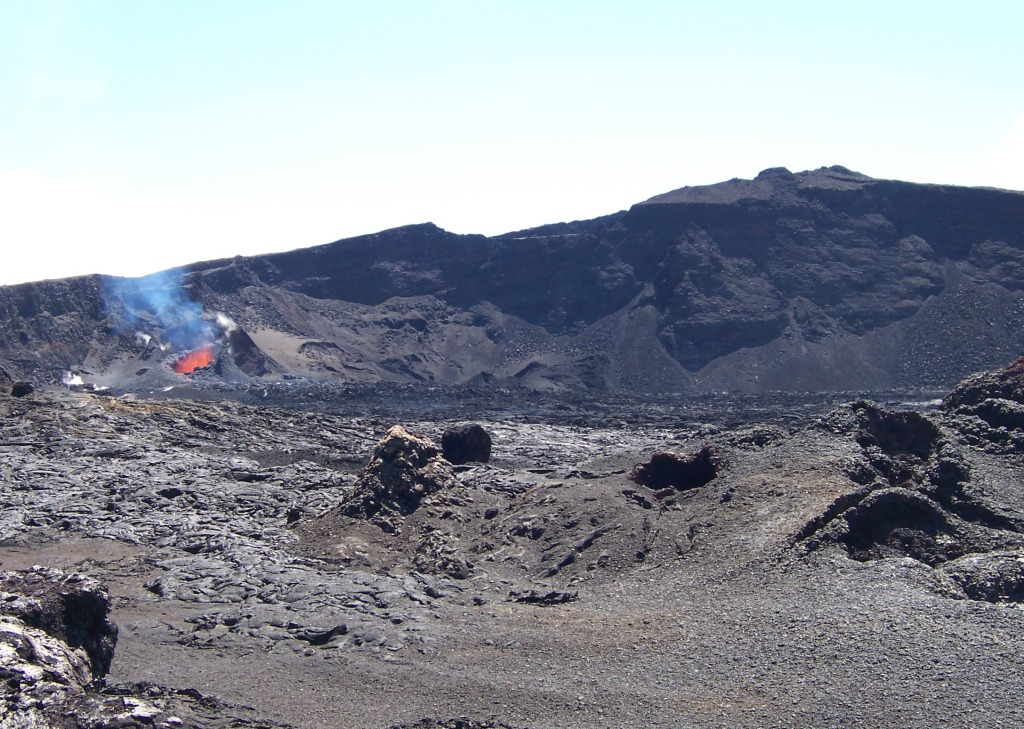
فوهة دولوميو ، ريونيون الفرنسية. قد تكون شبيهه لمظهر الأرض أثناء الدهر الأركي.

الدهر السحيق أو الأركي أو الدهر العتيق (باللاتينية: Archæozoic ،Archeozoic ،Archaeozoic ،Archaean ،Archean)، وهو ثاني الدهور الجيولوجية لما قبل الكمبري. امتد من 4031 إلى 2500 مليون سنة مضت، لمدة 1531 مليون سنة تقريبا. يُفترض أن القصف الثقيل المتأخر تداخل مع بداية الدهر السحيق. وحدث الغمر الجليدي الهيوروني في نهاية الدهر.
كانت الأرض خلال الدهر السحيق يتكون أغلبها من الماء: كانت هناك قشرة قارية، ولكن معظمها كان تحت محيط أعمق من محيطات اليوم. أقدم قشرة قارية اليوم تعود إلى الدهر السحيق باستثناء بعض البلورات الباقية. وقد تدمرت تفاصيل جيولوجية كثيرة للدهر السحيق بسبب الأنشطة المتوالية. كان الغلاف الجوي للأرض مختلفًا تمامًا في التركيب عن الغلاف الجوي الحالي: كان الغلاف الجوي قبل الحياة عبارة عن غلاف جوي مختزل غني بالميثان ويفتقر إلى الأكسجين الحر.
بدأت أقدم أشكال الحياة المعروفة في الدهر السحيق والتي تمثلها في الغالب الحصائر الميكروبية في المياه الضحلة وتسمى الستروماتوليت، وظلت بدائيات النوى البسيطة (العتائق والبكتيريا) طوال الدهر. ظهرت أقدم عمليات التركيب الضوئي، وخاصة التي تقوم بها البكتيريا الزرقاء المبكرة، في منتصف وأواخر الدهر السحيق والتي أدت إلى تغيير كيميائي دائم في المحيط والغلاف الجوي بعد الدهر.

## أصل الكلمة والتغييرات في التصنيف
المصطلح اللاتيني للدهر السحيق (Archean) مشتقة من (الإغريقية: Arkhē = Αρχή = «البداية، المنشأ، الأصل»). وكان اقدم استخدام لهذا المصطلح عام 1872، عندما كان يعني «أقدم العصور الجيولوجية».
كان يُعتقد أن دهر ما قبل الكمبري كان خاليًا من الحياة (زمن اللاحياة "Azoic")؛ ومع ذلك، فقد تم العثور على حفريات في رواسب اعتُبرت تنتمي إلى عصر اللاحياة. وقبل الاعتراف بالدهر الجهنمي، كان الدهر السحيق يغطي تاريخ الأرض القديم منذ نشأتها قبل 4,540 مليون سنة وحتى 2,500 مليون سنة. وكانت بداية ونهاية الدهر السحيق تعتمد على التحديد الزمني بدلا من استنادها على طبقات الأرض. واعترفت اللجنة الدولية للطبقات رسمياً بأن نقطة البداية لهذا الدهر تكون منذ 4,031 ± 3 مليون سنة، وهو عمر أقدم التكوينات الصخرية السليمة المعروفة على الأرض. وبالتالي فإن الأدلة على صخور الدهر الجهنمي السابق تقتصر بالتعريف على المصادر الغير صخرية وغير الأرضية مثل حبيبات المعادن الفردية وعينات القمر.

## الأقسام الفرعية
باستثناء قاعدة الدهر السحيق فقد تم تقسيمه بواسطة الوقت وليس بواسطة الطبقات. حيث قامت اللجنة الدولية للطبقات بتقسيمه إلى أربعة حقب:
| الأمد       | الدهر   | الحقبة          | أهم الأحداث | البداية (م.س.مضت) |
| ----------- | ------- | --------------- | --- | ----------------- |
| قبل الكمبري | الطلائع | الطلائع القديمة | أحدث | أحدث              |
| قبل الكمبري | السحيق  | السحيقة الحديثة | استقرار معظم الكراتونات الحديثة؛ أحتمال حدوث أنقلاب الدثار. تكون جبال إنسل (2,650 ± 150 مليون سنة مضت). بدأ تشكل الحزام الاخضر أبيتيبي المعروفة بالوقت الحاضر بأونتاريو وكيبك، وأسقرت قبل (2,600 مليون سنة). | 2800              |
| قبل الكمبري | السحيق  | السحيقة الوسطى  | أول رقائق كلسية طحلبية (ستروماتولت) (قد تكون الطحالب الخضراء المزرقة الاستعمارية). أقدم أحافير كبيرة. تكون جبال همبولت في القارة القطبية الجنوبية. بداية تشكل مجمع نهر بليك [الإنجليزية] في الوقت الحاضر أونتاريو وكيبيك، وأنتهت نحو (2,696 مليون سنة مضت).                                                             | 3200              |
| قبل الكمبري | السحيق  | السحيقة المبكرة | أول بكتيريا معروفة منتجة للأكسجين بالتغذية الضوئية. أقدم أحافير دقيقة. أقدم كراتون قد تشكلت خلال هذه الفترة على الأرض (مثل الدرع الكندي وكراتون بيلبارا [الإنجليزية]). تكون جبال راينر في القارة القطبية الجنوبية. | 3600              |
| قبل الكمبري | السحيق  | السحيقة الأولى  | حياة بسيطة لوحيدة الخلية (على الأرجح البكتيريا والعتائق). تطور التناسخ الذاتي [الإنجليزية] لجزيء الحمض الريبي النووي (RNA) (حوالي 4,000 مليون سنة مضت) بعد نهاية القصف الشديد المتأخر على الأرض. أحتمال وجود أقدم أحافير دقيقة. بداية تبلور النواة الداخلية للأرض وتوليد المجال المغناطيسي لها (~ 4,000 مليون سنة مضت). | 4031              |
| قبل الكمبري | الجهنمي | الجهنمي         | أقدم | أقدم              |

## جيولوجيا
عندما بدأ الدهر السحيق كان تدفق حرارة الأرض يعادل ثلاثة أضعاف ما هو عليه اليوم، ولا يزال ضعف المستوى الحالي عند الانتقال من الدهر السحيق إلى دهر الطلائع (قبل 2,500 مليون سنة). كانت حرارة الفائضة نتيجة لمزيج من بقايا حرارة التنامي الكوكبي وحرارة اللب الداخلي للأرض ومن تفكك العناصر المشعة.
بالرغم من قلة الحبيبات المعدنية المعروفة بالدهر الجهنمي، إلا أن أقدم التكوينات الصخرية التي انكشفت على سطح الأرض كانت في الدهر السحيق. تم العثور على صخور الدهر السحيق في كل من جرينلاند، وسيبيريا، والدرع الكندي، ومونتانا ووايومنغ (أجزاء من كراتون وايومنغ)، والدرع البلطيقي، ورودوبي ماسيف، واسكتلندا، والهند، والبرازيل، وغرب استراليا وجنوب أفريقيا. جميع البقايا البلورية من القشرة التي نجت خلال الدهر السحيق يسودها الجرانيت. مثل على ذلك الصفائح الكبيرة الذائبة وكتل الجرانيت الضخمة، والديوريت، والاندساسات الطبقية، والآنورثوسايت ومونزونيت المعروفة بالسنوكيتويد. غالبا ما كانت صخور الدهر السحيق تتحول إلى رواسب مياه عميقة، مثل الجرواق، والصحور الطينية، والرواسب البركانية، وتشكيلات الحديد الشريطي. وكان النشاط البركاني أعلى بكثير من هذا اليوم، مع تدفق هائل للحمم، كالأنواع الغير عادية مثل الكوماتيت. كانت صخور الكربونات نادرة، وهذا يشير إلى أن المحيطات كانت أكثر حمضية بسبب ذوبان ثاني أكسيد الكربون فيها مقارنة دهر الطلائع. أحزمة الحجر الأخضر هي تكوينات نموذجية للدهر الجهنمي، تتكون من وحدات متوالية من صخور مافي البركانية والصخور الرسوبية، بما في ذلك صخور فلسي البركانية. جاءت الصخور البركانية المتحولة من أقواس الجزر البركانية، بينما الصخور الرسوبية المتحولة في أعماق البحار تآكلت من أقواس الجزر متجاورة وترسبت في حوض قوسي أمامي. وتمثل أحزمة الحجر الأخضر لكلا النوعين من الصخور المتحولة دروزا بين القارات البدائية.:302–03

تطور تدفق الحرارة الإشعاعي للأرض مع مرور الزمن.

بدأت تتشكل قارات الأرض في الدهر السحيق، لكن لا تزال التفاصيل حول تشكلها قيد المناقشة، بسبب عدم وجود أدلة جيولوجية شاملة. وتبين إحدى الفرضيات أن الصخور الموجودة حاليا في الهند، وأستراليا الغربية، وجنوب إفريقيا
قد شكلت قارة تدعى أور قبل 3,100 مليون سنة. وفرضية مختلفة مناقضة تتمثل في أن صخور أستراليا الغربية، وجنوب إفريقيا تجمعت في قارة تدعى فالبارا تعود إلى ما قبل 3,600 مليون سنة. ورغم أن القارات الأولى تشكلت خلال هذا الدهر، إلا أن صخوره تشكل 7% فقط من كراتون العالم الحالي. ورغم تآكل التشكل السابق وتعريه، إلا أن الأدلة تشير إلى أن 5 - 40% فقط من مساحة القارات الحالية تشكلت خلال الدهر السحيق.:301–02
قد يكون النشاط التكتوني للصفائح بنهاية الدهر السحيق (قبل 2,500 مليون سنة) مماثلًا لنشاط الأرض الحديثة. هناك أحواض رسوبية محفوظة بشكل جيد، بالإضافة إلى براهين عن وجود الأقواس البركانية، والفجوات داخل القارة، واصطدامات القارة بالقارة وتكون الجبال المنتشر وأحداث تشير إلى تجمع وتفكك واحدة أو وربما عدة قارات عظمى. وكان الماء السائل سائدا، وتثبت الأحواض العميقة في المحيطات على وجود تشكيلات الحديد الشريطي، وطبقات الشيرت، الرواسب الكيميائية والبازلت الوسادية.

## البيئة
يعتقد أن الغلاف الجوي للدهر السحيق كان ينقصه الأكسجين الحر؛ حيث أن مستويات الأكسجين كانت أقل من 0.001% من مستواها الحالي، مع توقع في بعض التحليلات أنها كانت منخفضة بنسبة 0.00001% عن المستويات الحديثة. ومع ذلك، فإن الحلقات العابرة من تركيزات الأكسجين المرتفعة معروفة في هذا الدهر تقريبا 2,980 - 2,960 و2,700 و2,501 مليون سنة مضت. وقد اعتبر البعض أن نبضات زيادة الأكسجين عند 2,700 و2,501 مليون سنة نقاط بداية محتملة لحدث الأكسجين العظيم، والذي يعتقد معظم العلماء أنه قد بدأ في حقبة الطلائع القديمة (حوالي 2.4 مليار سنة مضت). وعلاوة على ذلك، كانت هناك واحات ذات مستويات أكسجين عالية نسبيًا في بعض البيئات البحرية الضحلة القريبة من الشاطئ بحلول الحقبة السحيقة الوسطى. كان المحيط في حالة انكماش وافتقار إلى أي طبقة أكسدة واختزال منحدر، وهي طبقة مائية بين الطبقات المؤكسدة والغير مؤكسدة مع تدرج أكسدة واختزال قوي، والتي ستصبح سمة في المحيطات التالية الأكثر أكسدة. وعلى الرغم من نقص الأكسجين الحر، يبدو أن معدل طمر الكربون العضوي كان كما هو الحال في الوقت الحاضر تقريبا. وبسبب مستويات الأكسجين المنخفضة، كانت الكبريتات نادرة في محيط الدهر السحيق، ويتم إنتاج الكبريتيدات بشكل رئيسي من خلال اختزال الكبريتيت ذي المصدر العضوي أو من خلال تعدين المركبات التي تحتوي على كبريت مختزل. كان محيط الدهر السحيق غنيًا بنظائر الأكسجين الأثقل مقارنة بالمحيط الحديث، على الرغم من انخفاض قيمة δ18O إلى مستويات مماثلة لتلك الموجودة في المحيطات الحديثة على مدار الجزء الأخير من الدهر نتيجة لزيادة التجوية القارية.
ويعتقد علماء الفلك أن الشمس لديها ما يقرب من 75 – 80% من السطوع الحالي، ومع ذلك يبدو أن درجات الحرارة على الأرض كانت قريبة من المستويات الحديثة بعد تكون الأرض بـ 500 مليون سنة (معضلة الشمس الصغيرة الخافتة). ويتضح وجود الماء السائل على صخور النايس المشوهة بسبب التحول من البروتوليت الرسوبي. وقد تعكس درجات الحرارة المعتدلة عن وجود كميات أكبر من الغازات الدفيئة عما كانت عليه فيما بعد خلال تاريخ الأرض. حدثت عملية نزع النتروجين اللا حيوي واسعة النطاق على الأرض، مما أدى إلى ضخ غاز الدفيئة أكسيد النيتروس في الغلاف الجوي. وكبديل، ربما كانت عاكسية الأرض أقل في ذلك الوقت بسبب مساحة الأراضي الصغيرة والغطاء السحابي.
كان يعتقد منذ فترة طويلة أن الضغط الجوي في الدهر السحيق كان مرتفعا. ولكن في عام 2012، أظهر قياس لحفر صغيرة ناتجة عن ضربات قطرات المطر على طفة بركانية عمرها 2.7 مليار سنة أن الضغط كان ما بين 0.52 - 1.1 جو. وفي عام 2016، على سبيل المقارنة، وبالاعتماد على العمق، فإن حجم الفقاعات المحصورة في الحمم البركانية الذي يرجع تاريخه إلى 2.74 مليار سنة مضت عند 0.23 ± 0.23 جو، أي أقل من 0.5 جو.

## النشأة
لم تكن عملية نشأة الحياة على الأرض مفهومة تماما، لكن هناك أدلة قوية تبين أن الحياة ظهرت إما بقرب نهاية الدهر الجهنمي أو في وقت بدايات الدهر السحيق.
أقدم دليل للحياة على الأرض هو الغرافيت الأحيائي، وقد نشأت في صخور ترسبية قبل 3.7 مليار سنة، وتم اكتشافها في غرب جرينلاند.
تتكون الأحافير القديمة المعروفة من الستروماتوليت، وهي عبارة عن حصائر ميكروبية تشكلت في المياه الضحلة بواسطة البكتيريا الزرقاء. تم العثور على اقدم ستروماتوليت في حجر رملي عمره 3.48 مليار سنة، وتم اكتشافه في أستراليا الغربية. كان الستروماتوليت منتشرا خلال فترة الدهر السحيق كلها ثم أصبح شائعا في أواخره. كان للبكتيريا الزرقاء دور فعال في إنتاج الأكسجين الحر في الغلاف الجوي.
عثر على أدلة إضافية للحياة القديمة في معدن الباريت البالغ عمره 3.47 مليار سنة، في مجموعة طبقات واراوونا في أستراليا الغربية. يظهر هذا المعدن تجزيء الكبريت بنسبة 21.1%، وهذا دليل على وجود بكتيريا مختزلة للكبريت والتي تستقلب كبريت-32 بسهولة أكثر من كبريت-34.
إن أدلة الحياة في أواخر الدهر الجهنمي هي أكثر ما يثير الجدل. ففي عام 2015، تم اكتشاف كربون حيوي في الزركون منذ 4.1 مليار سنة، لكن هذا الدليل يعتبر أوليا ويحتاج إلى التحقق.
قبل 4.2-4.3 مليار سنة كانت الأرض معادية جدًا للحياة، أي قبل الدهر السحيق عندما كانت الحياة كما هو معروف في مواجهة تحديات هذه الظروف البيئية. ولو أن الحياة قد نشأت قبل الدهر السحيق، فلا يمكن أن تكون الظروف ملائمة للحفاظ على هذه الحياة حتى بلوغ الدهر الجهنمي.
اقتصرت الحياة في الدهر السحيق على كائنات بسيطة أحادية الخلية (تفتقر إلى النوى)، يطلق عليها بدائيات النوى. بالإضافة إلى نطاق البكتيريا، فقد تم التحقق أحافير دقيقة لنطاق العتائق. لا يوجد أحافير معروفة لحقيقيات النوى خلال بداية الدهر السحيق، على الرغم من أنها قد تطورت خلاله.:306,323 لم يكتشف أي دليل أحفوري لناسخات داخلية الخلية دقيقة جدا مثل الفيروسات.
تظهر الميكروبات المتحجرة للحصائر الميكروبية الأرضية أن الحياة كانت موجودة على الأرض قبل 3.22 مليار سنة.

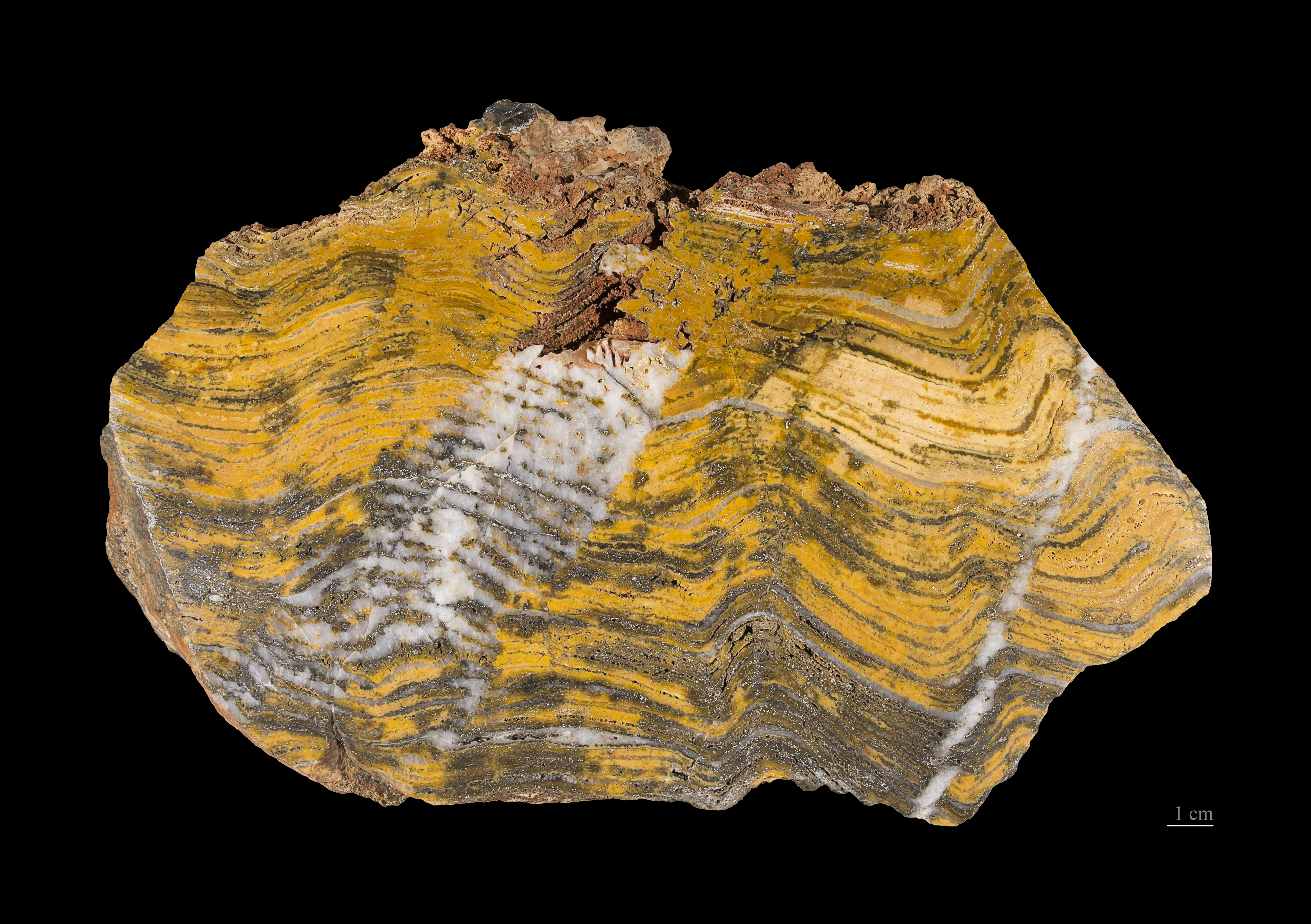
الستروماتوليت في كراتون بلبارا، في أستراليا الغربية. محفوظة في متحف تولوز.